# Michele Carey
Michele Carey (* 26. Februar 1943 in Annapolis, Maryland; † 21. November 2018 in Newport Beach, Kalifornien) war eine US-amerikanische Schauspielerin.

## Leben und Werk
Geboren wurde Michele Carey in Annapolis als Tochter eines Arztes und Wrestlingtrainers an der United States Naval Academy. Sie verbrachte ihre Kindheit in Rochester. Sie war als Kind erfolgreich als Pianistin und spielte im Rochester Symphony Orchestra. Später war sie ein erfolgreiches Model bei der Powers Agentur. Schließlich kam sie als Schauspielerin zum Film- und Fernsehgeschäft, ihr Debüt erfolgte 1964 mit einer Gastrolle in der Fernsehserie Solo für O.N.C.E.L..
Im darauffolgenden Jahr hatte Michele Carey ihren ersten Kinoauftritt in einer kleinen Rolle in How to Stuff a Wild Bikini. Wenige Monate später kam der Durchbruch in der Rolle der burschikosen Rancherstochter Joey MacDonald im Western El Dorado von Howard Hawks. In einer bekannten Szene des Films jagt sie John Waynes Hauptfigur eine Kugel in den Rücken. Im Jahr 1968 folgten größere Rollen in dem Hippie-Exploitationfilm Die wilden Jahre und an der Seite von Elvis Presley in Liebling, laß das Lügen. 1970 spielte sie die Hauptrolle in dem Rachedrama Die Bestialischen und war als Frank Sinatras Ehefrau Anna Hot Water in Der „schärfste“ aller Banditen von Burt Kennedy zu sehen. 1973 war sie in dem Fernsehfilm Savage unter der Regie des jungen Steven Spielberg zu sehen.
Von Mitte der 1960er- bis Anfang der 1980er-Jahre hatte sie Gastauftritte in bekannten Serien wie Kobra, übernehmen Sie, Ihr Auftritt, Al Mundy, Alias Smith und Jones, Rauchende Colts, Starsky & Hutch oder Ein Colt für alle Fälle. Ihre einzige Serienhauptrolle war 1979 die Stimme des Computers Effie in neun der zwölf Folgen der Serie A Man Called Sloane. Danach klang ihre Karriere zusehends aus. 1986 spielte sie ihre letzte Rolle in dem britisch-kenianischen Horrorfilm Im Schatten des Kilimandscharo an der Seite von John Rhys-Davies.
Michele Carey war zweimal verheiratet, das erste Mal bereits um die Zeit ihres Highschool-Abschlusses. Von 1999 bis zu seinem Tod Ende 2011 war sie mit dem Unternehmer Fred G. Strebel verheiratet. Aus ihrer ersten Ehe hatte sie einen Sohn namens Kevin, der im Dezember 2017 57-jährig vor seiner Mutter starb. Anfang 2018 starb Michele Careys Vater im Alter von 101 Jahren. Sie selbst starb im November 2018 im Alter von 75 Jahren eines natürlichen Todes.
Sie wurde unter anderem von Sabine Jaeger, Marina Krogull, Micaëla Kreißler, Inken Sommer und Rebecca Völz synchronisiert.

## Filmografie (Auswahl)
- 1964: Solo für O.N.C.E.L. (The Man from U.N.C.L.E., Fernsehserie, Folge 1x08)
- 1965: How to Stuff a Wild Bikini
- 1965: Amos Burke (Burke’s Law, Fernsehserie, Folge 3x01)
- 1966: El Dorado
- 1967: Wettlauf mit dem Tod (Run for Your Life, Fernsehserie, Folge 2x28)
- 1967–1969: Verrückter wilder Westen (The Wild Wild West, Fernsehserie, 3 Folgen, 2 Rollen)
- 1968: Die wilden Jahre (The Sweet Ride)
- 1968: Liebling, laß das Lügen (Live a Little, Love a Little)
- 1969: The Name of the Game (Fernsehserie, Folge 2x03)
- 1969: Frei wie der Wind (Changes)
- 1969: Kobra, übernehmen Sie (Mission: Impossible, Fernsehserie, Folge 4x11)
- 1969: FBI (The F.B.I., Fernsehserie, Folge 5x16)
- 1970: Ihr Auftritt, Al Mundy (It Takes a Thief, Fernsehserie, Folge 3x15)
- 1970: Die Bestialischen (The Animals)
- 1970: Der „schärfste“ aller Banditen (Dirty Dingus Magee)
- 1971: Cowboy John (Scandalous John)
- 1971: Alias Smith und Jones (Alias Smith and Jones, Fernsehserie, Folge 1x08)
- 1972: Rauchende Colts (Gunsmoke, Fernsehserie, Folge 17x18)
- 1973: Savage (Fernsehfilm)
- 1977: Der Mann aus Atlantis (Man from Atlantis, Fernsehserie, Folge 1x13)
- 1977–1978: Starsky & Hutch (Fernsehserie, 2 Folgen, 2 Rollen)
- 1979: A Man Called Sloane (Fernsehserie, 9 Folgen)
- 1982: Ein Colt für alle Fälle (The Fall Guy, Fernsehserie, Folge 1x08)
- 1986: Im Schatten des Kilimandscharo (In the Shadow of Kilimanjaro)